# Geophilus elazigus
Geophilus elazigus är en mångfotingart som beskrevs av Chamberlin 1952. Geophilus elazigus ingår i släktet Geophilus och familjen storjordkrypare.
Artens utbredningsområde är Turkiet. Inga underarter finns listade i Catalogue of Life.